# 90 Tauri
90 Tauri, som är stjärnans Flamsteed-beteckning, är en dubbelstjärna belägen i den mellersta delen av stjärnbilden Oxen, som också har Bayer-beteckningen c Tauri. Den har en skenbar magnitud på ca 4,27 och är svagt synlig för blotta ögat där ljusföroreningar ej förekommer. Baserat på parallax enligt Gaia Data Release 2 på ca 22,6 mas, beräknas den befinna sig på ett avstånd på ca 144 ljusår (ca 44 parsek) från solen. Den rör sig bort från solen med en heliocentrisk radialhastighet av ca 40 km/s och ingår i stjärnhopen Hyaderna.

## Egenskaper
Primärstjärnan 90 Tauri A är en blå till vit stjärna i huvudserien av spektralklass A6 V. Den har en massa som är ca 2,1 solmassor, en radie som är ca 2,8 solradier och utsänder ca 37 gånger mera energi än solen från dess fotosfär vid en effektiv temperatur på ca 8 100 K.
En omkretsande följeslagare, 90 Tauri B, tillkännagavs 2014. Denna är förmodligen en stjärna av spektralklass K4 V med en uppskattad omloppsperiod på minst 84 dygn. Primärstjärnan omges även av en stoftskiva.